# Niveaspis vulcania
Niveaspis vulcania är en insektsart som beskrevs av Ferris 1941. Niveaspis vulcania ingår i släktet Niveaspis och familjen pansarsköldlöss.
Artens utbredningsområde är Panama. Inga underarter finns listade i Catalogue of Life.